# Anolis riparius
Anolis riparius — вид ігуаноподібних ящірок родини анолісових (Dactyloidae). Ендемік Коста-Рики. Описаний у 2023 році.

## Поширення і екологія
Anolis riparius мешкають в басейнах річок Пакуаре, Гуабо та Савегре в Коста-Риці. Вони живуть у вологих тропічних лісах, на берегах річок, на висоті від 100 до 1450 м над рівнем моря. Ведуть напівводний спосіб життя.